# Développement de jeux vidéo
Le développement de jeux vidéo est le processus de conception, de programmation et de test d'un jeu vidéo. L'effort est entrepris par un développeur, allant d'une seule personne à une équipe internationale dispersée à travers le monde. Le développement des jeux commerciaux traditionnels pour PC ou consoles est habituellement financé par un éditeur et peut prendre plusieurs années.
Les jeux vidéo indépendants prennent généralement moins de temps et d'argent et peuvent être produits par des particuliers et de petits développeurs. L'industrie des jeux indépendants est en plein essor, facilitée par des logiciels de moteurs de jeu accessibles tels que les logiciels Unity et Unreal Engine et de nouveaux systèmes de distribution en ligne tels que Steam et Uplay, ainsi que par le marché des jeux mobiles pour les appareils Android et iOS.
Les premiers jeux vidéo, développés dans les années 1960, n'étaient généralement pas commercialisés. Ils nécessitaient des ordinateurs centraux pour fonctionner et n'étaient pas accessibles au grand public. Le développement de jeux commerciaux a commencé dans les années 1970 avec l'arrivée des consoles de jeux vidéo de première génération et des premiers ordinateurs domestiques comme l'Apple I. À cette époque, en raison des faibles capacités des ordinateurs, un programmeur seul pouvait développer un jeu complet. Cependant, à la fin des années 1980 et 90, la puissance de traitement toujours croissante des ordinateurs et les attentes accrues des joueurs ont fait qu'il était difficile pour une seule personne de produire un jeu grand public. Le coût moyen de production d'un jeu vidéo AAA a lentement augmenté, passant de 1 à 4 millions de dollars US en 2000 à plus de 5 millions en 2006, puis à plus de 20 millions en 2010.
Les jeux commerciaux grand public pour PC et consoles sont généralement développés par phases : tout d'abord, lors de la préproduction, les sales pitches (en), les prototypes et les documents de conception du jeu sont rédigés ; si l'idée est approuvée et que le développeur reçoit un financement, le développement à grande échelle commence. Le développement d'un jeu complet implique généralement une équipe de 20 à 100 personnes assumant diverses responsabilités, notamment des concepteurs, des artistes, des programmeurs et des testeurs.

## Vue d'ensemble
Les jeux sont produits par un processus de développement de logiciel. Les jeux sont développés comme un produit créatif, mais en même temps ils tendent à générer un profit. La création de jeux est considérée comme un art et une science,. Le développement est normalement financé par un éditeur de jeux vidéo. Les jeux bien faits apportent plus facilement du profit. Cependant, il est important d'estimer les besoins financiers d'un jeu, tels que les coûts de développement des différentes fonctionnalités. Le fait de ne pas fournir des spécifications claires peut entraîner un dépassement important du budget. En fait, la majorité des jeux commerciaux ne produisent pas de profit,,. La plupart des développeurs ne peuvent se permettre de modifier leur calendrier de développement à mi-parcours et doivent estimer correctement leurs capacités avant la production.
L'industrie du jeu a besoin d'innovations parce que les joueurs veulent constamment de nouveaux jeux. Chaque année, de nouvelles sociétés de développement indépendantes naissent et certaines parviennent à développer des titres à succès. En même temps, de nombreux développeurs ferment leurs portes parce qu'ils ne trouvent pas de contrat d'édition ou que leur production n'est pas rentable. Il est difficile de créer une nouvelle entreprise en raison de l'investissement initial élevé requis, mais la croissance du marché des jeux occasionnels et mobiles a permis aux petits développeurs de s'établir sur le marché. Une fois que ces sociétés sont financièrement stables, elles peuvent croître et créer des jeux plus importants. La plupart des développeurs commencent modestement et développent progressivement leurs activités. Un développeur qui tire profit d'un titre à succès peut accumuler du capital pour développer sa société, et survivre à certains échecs.
En 2010, le budget moyen de développement d'un jeu multiplateforme était de 18 à 28 millions de dollars US, les jeux les plus connus dépassant souvent 40 millions de dollars.
Au début de l'ère des ordinateurs domestiques et des consoles de jeux vidéo, au début des années 1980, un seul programmeur pouvait s'occuper de presque toutes les tâches de développement d'un jeu - programmation, conception graphique, effets sonores, etc.,. Le développement d'un jeu pouvait ne prendre que six semaines.... Cependant, les attentes et les exigences élevées des utilisateurs des jeux commerciaux modernes dépassent de loin les capacités d'un seul développeur et nécessitent le partage des responsabilités entre plusieurs travailleurs. Une équipe de plus de cent personnes peut être employée à plein temps pour un seul projet.
Le développement d'un jeux est un processus qui part d'une idée ou d'un concept,,,. Souvent, l'idée est basée sur une modification d'un concept de jeu existant,. L'idée de jeu peut relever d'une ou de plusieurs classes de jeu. Les concepteurs expérimentent souvent différentes combinaisons de classes. Un concepteur de jeu rédige généralement un document de proposition de jeu, qui décrit le concept de base, le gameplay, la liste des caractéristiques, le cadre et l'histoire, le public cible, les exigences et le calendrier, et enfin les estimations du personnel requis et du budget. Différentes entreprises ont des procédures formelles et des philosophies différentes en matière de conception et de développement de jeux,,. Il n'existe pas de méthode de développement standardisée ; cependant, des points communs existent,.
Un développeur de jeux peut être un simple individu ou une grande entreprise multinationale. Il existe des développeurs indépendants et des développeurs appartenant à des éditeurs. Les développeurs indépendants dépendent du soutien financier d'un éditeur de jeux. Le développeur indépendant doit généralement développer un jeu du concept au prototype sans financement externe. La proposition de jeu est ensuite soumise aux éditeurs, qui peuvent financer le développement du jeu de plusieurs mois à plusieurs années. L'éditeur conserve les droits exclusifs de distribution et de commercialisation du jeu et est souvent propriétaire des droits de propriété intellectuelle pour la franchise du jeu,. L'éditeur peut également être propriétaire de la société du développeur, ou il peut avoir un ou plusieurs studios de développement internes.
Toutes les sociétés de développement, sauf les plus petites, travaillent sur plusieurs titres à la fois. Cela est nécessaire en raison du temps qui s'écoule entre le lancement d'un jeu et la réception des paiements de droits d'auteur, qui peut être de 6 à 18 mois. Les petites sociétés peuvent demander des avances sur les redevances, ou recourir à d'autres méthodes pour payer leurs employés en attendant les revenus générés par leurs jeux.
Les fabricants de consoles de jeux, tels que Microsoft, Nintendo ou Sony, ont un ensemble d'exigences auxquelles un jeu doit se conformer pour être approuvé. En outre, le concept du jeu doit être approuvé par le fabricant, qui peut refuser d'approuver certains titres.
Le développement de la plupart des jeux modernes pour PC ou consoles prend de trois à cinq ans, alors qu'un jeu mobile peut être développé en quelques mois . La durée de développement est influencée par de nombreux facteurs, tels que la classe de jeu, l'échelle, la plate-forme de développement et la complexité du jeu.
La durée du développement de certains jeux est parfois beaucoup plus longue que prévu. Un exemple tristement célèbre est celui de Duke Nukem Forever de 3D Realms, dont la production a été annoncée en avril 1997 et qui sortira quatorze ans plus tard, en juin 2011. La planification du jeu Spore de Maxis a commencé fin 1999 ; le jeu est sorti neuf ans plus tard, en septembre 2008. Le jeu Prey a été brièvement présenté dans un numéro de PC Gamer de 1997, mais n'est sorti qu'en 2006, et seulement sous une forme très modifiée. Enfin, Team Fortress 2 a été développé de 1998 à 2007, et est issu d'un processus de développement alambiqué impliquant probablement trois ou quatre jeux différents, selon Gabe Newell.
Les recettes des jeux provenant de la vente au détail sont réparties entre les parties le long de la chaîne de distribution, telles que le développeur, l'éditeur, le détaillant, le fabricant et les redevances aux consoles de jeu. De nombreux développeurs ne parviennent pas à en tirer profit et font faillite. De nombreux développeurs recherchent des modèles économiques alternatifs par le biais du marketing sur Internet et de canaux de distribution alternatifs afin d'améliorer leurs rendements. Par exemple, la part d'un développeur peut atteindre 70 % des recettes totales par le biais d'un canal de distribution mobile et presque 100 % par le biais d'un canal de distribution en ligne.

## Histoire
Il est difficile de déterminer le début de l'histoire du développement des jeux vidéo parce qu'il est difficile de définir quels furent les premiers jeux vidéo. OXO, un jeu de tic-tac-toe écrit par Alexander S. Douglas (en) en 1952, est considéré comme le premier jeu informatique à utiliser un affichage numérique. Ce jeu et les autres premiers jeux avaient peu de valeur de divertissement et nécessitaient des ordinateurs centraux très couteux.
En 1958, un jeu appelé Tennis for Two, qui affichait sa sortie sur un oscilloscope, a été réalisé par Willy Higinbotham, un physicien travaillant au Brookhaven National Laboratory,. En 1961, un jeu sur ordinateur central appelé Spacewar! a été développé par un groupe d'étudiants du Massachusetts Institute of Technology dirigé par Steve Russell.
La véritable conception et le développement commercial des jeux ont commencé dans les années 1970, lorsque les jeux d'arcade et les consoles de première génération ont été commercialisés. En 1971, Computer Space a été le premier jeu vidéo vendu commercialement. Il utilisait un téléviseur noir et blanc pour son affichage, et son système informatique était constitué de circuits intégrés TTL 7400 series (en). En 1972, la console de salon est sortie sous le nom de Magnavox Odyssey, développé par Ralph Baer. La même année, Atari a sorti Pong, un jeu d'arcade qui a augmenté la popularité des jeux vidéo. Le succès commercial de Pong a conduit d'autres sociétés à développer des clones du jeu, donnant naissance à l'industrie du jeu vidéo.
Des programmeurs ont travaillé au sein des grandes entreprises pour produire des jeux. À cette époque, l'industrie n'a pas connu d'innovation majeure dans la conception des jeux et un grand nombre de consoles possédaient des jeux très similaires. Beaucoup de ces premiers jeux étaient des clones de Pong. Certains jeux étaient cependant différents, comme Gun Fight. Ce jeu, sorti en 1975, fut marquant pour plusieurs raisons : un tireur multidirectionnel pédestre qui représentait le personnage joueur, la violence du jeu et le combat d'homme à homme. La version originale de Tomohiro Nishikado était basée sur la logique discrète, que Dave Nutting (en) a adaptée à l'aide du processeur Intel 8080, ce qui en a fait le premier jeu vidéo à utiliser un microprocesseur. Les fabricants de consoles ont rapidement produit des consoles acceptant des jeux indépendants et fonctionnant avec des microprocesseurs, marquant ainsi le début des consoles de deuxième génération, à partir de la sortie du Fairchild Channel F en 1976.
La combinaison de la saturation du marché et du début de la deuxième génération a amené de nombreuses entreprises à quitter le marché:22,. Ces événements ont été connus sous le nom de crash du jeu vidéo de 1977, car les ventes de consoles de deuxième génération n'ont été que modestes pendant les années suivantes jusqu'à l'arrivée de l'application phare Space Invaders pour l'Atari VCS en 1980,,, marquant le début de l'Âge d'or des jeux vidéo d'arcade et encourageant des dizaines de fabricants à entrer sur le marché,. Le créateur de Space Invaders, Tomohiro Nishikado, a non seulement conçu et programmé le jeu, mais il a également réalisé l'artwork, conçu la borne d'arcade et mis au point un micro-ordinateur à partir de zéro. Le jeu a rapidement été porté sur l'Atari 2600, devenant la première application phare et quadruplant les ventes de la console. Dans le même temps, les ordinateurs domestiques sont apparus sur le marché, permettant aux programmeurs et aux amateurs individuels de développer des jeux. Cela a permis aux fabricants de matériel et aux fabricants de logiciels d'agir séparément. À cette époque, un très grand nombre de jeux pouvaient être produits par un particulier, car les jeux étaient faciles à réaliser, les limitations graphiques et de mémoire ne permettant pas de contenu complexe. Peu à peu, de plus grandes sociétés se sont développées et ont assemblé des équipes pour travailler sur un titre. Les développeurs de nombreux jeux vidéo amateurs, tels que Zork, Baseball, Air Warrior et Colossal Cave Adventure, ont ensuite fait évoluer leur travail pour en faire des produits des premières compagnies de jeux vidéo.
L'industrie s'est alors considérablement développée, le secteur des jeux vidéo d'arcade (qui représentait la plus grande part de l'industrie du jeu) générant des revenus plus élevés que la musique pop et les films hollywoodiens réunis. L'industrie des jeux vidéo domestiques a cependant subi des pertes importantes à la suite du krach du jeu vidéo de 1983. En 1984, Jon Freeman (en) a lancé un avertissement dans le magazine Computer Gaming World :

« Question : Les jeux informatiques sont-ils la voie vers la gloire et la fortune ? Réponse : Non. Sauf si votre idée de la célébrité consiste à voir votre nom reconnu par une ou deux personnes astucieuses à Origins Game Fair (une convention annuelle sur les jeux vidéo) ... J'ai gagné ma vie en concevant des jeux pendant la majeure partie des six dernières années. Mais je ne recommanderais pas ce métier à quelqu'un qui a le cœur fragile ou de grandes ambitions. »

En 1987, Chris Crawford et Don Daglow ont également conseillé aux concepteurs potentiels de développer d'abord des jeux comme passe-temps et de ne pas quitter prématurément leur emploi,r. L'industrie des jeux vidéo domestiques a toutefois été revitalisée peu après par le succès de la console Nintendo Entertainment System.
En 1986, le magazine Compute!'s Gazette (en) indiquait que, bien que des individus aient développé en solo la plupart des premiers jeux vidéo, « il est impossible pour une personne d'avoir les multiples talents nécessaires pour créer un bon jeu ». En 1987, il fallait 12 mois pour développer un jeu vidéo et six autres pour en planifier la commercialisation. Les projets restaient généralement le fruit d'efforts individuels, les développeurs solitaires livrant les jeux finis à leurs éditeurs. Avec les capacités de traitement et de graphique toujours croissantes des bornes d'arcade, des consoles et des ordinateurs, ainsi que l'augmentation des attentes des utilisateurs, la conception des jeux a dépassé le cadre d'un seul développeur pour produire un jeu commercialisable. Le magazine Compute!'s Gazette (en) déclarait : « Le processus d'écriture d'un jeu implique de trouver un concept original et divertissant, d'avoir la capacité de le réaliser grâce à une programmation efficace et d'être un artiste assez respectable »r, ce qui marqua le début du développement en équipe. En termes généraux, au cours des années 1980, la préproduction impliquait des croquis et des routines de test du seul développeur. Dans les années 1990, la préproduction consistait principalement en des avant-premières de jeux vidéo. Au début des années 2000, la préproduction exigeait généralement une démo jouable.
En 2000, un projet de développement de 12 à 36 mois était financé par un éditeur à hauteur de 1 à 3 millions de dollars US, et 250 000 à 1,5 million de dollars étaient consacrés au développement du marketing et des ventes. En 2001, plus de 3 000 jeux sont sortis sur PC, et sur une centaine de jeux profitables, seuls 50 ont réalisé des bénéfices significatifs. Au début des années 2000, il est devenu de plus en plus courant d'utiliser des moteurs de jeu, tels que les moteurs Quake et Unreal.
Au début des années 2000, les jeux mobiles ont commencé à gagner en popularité. Cependant, les jeux mobiles distribués par les opérateurs de téléphonie mobile sont restés une forme marginale de jeu jusqu'au lancement de l'App Store d'Apple en 2008.
En 2005, le développement d'un jeu vidéo pour console grand public coutait entre 3 et 6 millions de dollars alors que certains jeux coûtaient jusqu'à 20 millions de dollars. En 2006, le bénéfice d'un jeu pour console vendu au détail était réparti entre les parties de la chaîne de distribution comme suit : développeur (13 %), éditeur (32 %), détaillant (32 %), fabricant (5 %) et redevance sur la console (18 %). En 2008, un éditeur conservait environ 17 % du prix de détail et environ 85 % si le jeu était vendu en ligne.
Depuis l'avènement des consoles de jeux vidéo de troisième génération, l'industrie des jeux vidéo domestiques n'a cessé de se développer. Les revenus de l'industrie ont été multipliés par cinq depuis les années 1990. En 2007, les revenus générés par les logiciels de jeux vidéo étaient de 9,5 milliards de dollars, dépassant ainsi le revenu de l'industrie cinématographique.
En 2010, un éditeur finançait généralement un développeur indépendant pour 500 000 à 5 millions de dollars pour le développement d'un titre. En 2012, les revenus générés par les jeux avaient atteint 66,3 milliards de dollars et, à cette date, le marché des jeux vidéo n'étaient plus dominés par les jeux pour consoles. Selon Newzoo, la part des jeux en ligne massivement multijoueur était de 19,8 %, celle des PC/MAC de 9,8 %, celle des tablettes de 3,2 %, celle des téléphones intelligents de 10,6 %, celle des consoles portables de 9,8 %, celle des consoles de seulement 36,7 % et celle des jeux grand public de 10,2 %. Les segments du marché qui connaissaient la plus forte croissance étaient les jeux pour appareils mobiles, avec une croissance annuelle de 19 % pour les téléphones intelligents et de 48 % pour les tablettes.
Durant la décennie 2000, de nombreux promoteurs de jeux sont apparus, mais plusieurs sont disparus. Chaque année, un certain nombre de promoteurs sont rachetés par des sociétés plus importantes ou fusionnent avec des sociétés existantes. Par exemple, en 2007, la société mère de Blizzard Entertainment, Vivendi Games, a fusionné avec Activision. En 2008, Electronic Arts a failli racheter Take-Two Interactive. En 2009, Midway Games a été rachetée par Time Warner et Eidos Interactive a fusionné avec Square Enix.

## Rôles

### Producteur
Le développement d'un jeu vidéo est supervisé par des producteurs internes et externes,. Le producteur travaillant pour le développeur est connu sous le nom de producteur interne. Il gère l'équipe de développement, les cédules de travail, les rapports d'avancement, l'embauche et l'affectation du personnel,. Le producteur travaillant pour l'éditeur est connu sous le nom de producteur externe et supervise l'avancement et le budget du développeur. Les responsabilités du producteur comprennent les relations publiques, la négociation des contrats, la liaison entre le personnel et les parties prenantes, la gestion du calendrier et du budget, l'assurance qualité, la gestion des tests bêta,. Ce rôle peut également être désigné sous le nom de gestionnaire de projet, chef de projet ou directeur,.

### Artiste
Un artiste de jeu est un artiste visuel qui crée le côté artistique d'un jeu vidéo,. La production artistique est généralement supervisée par un directeur artistique ou un responsable artistique, qui s'assure que sa vision est bien suivie. Le directeur artistique gère l'équipe artistique, en assurant la planification et la coordination au sein de l'équipe de développement.
Le travail de l'artiste peut être orienté en 2D ou en 3D. Les artistes 2D peuvent produire du concept art,, des sprites, des textures,, des fonds d'environnement ou des images de terrain,, et de l'interface utilisateur. Les artistes 3D peuvent produire des maillages ou des meshs,, de l'animation, de l'environnement 3D et de la cinématique. Les artistes occupent parfois les deux rôles.